# Бекарда
Бекарда (Tityra) — рід горобцеподібних птахів родини бекардових (Tityridae). Включає три види.

## Систематика
Традиційно рід Tityra відносили до котингових або тиранових. У 2007 році, на основі молекулярного філогенезу, віднесли до бекардових.

## Поширення
Представники роду мешкають в лісах Центральної і Південної Америки.

## Види
- Бекарда велика (Tityra cayana)
- Бекарда маскова (Tityra semifasciata)
- Бекарда чорноголова (Tityra inquisitor)